# Personnages de Mortal Kombat
 (février 2024).
- Si vous ne connaissez pas le sujet, laissez ce bandeau (vous pouvez alors contacter les auteurs).
- Si vous supprimez le contenu mis en cause (vous pouvez préalablement contacter les auteurs),

argumentez précisément cette suppression dans la page de discussion
(un manque de référence n'est pas un argument ; une recherche réelle de référence doit avoir été effectuée, être formellement documentée).
La liste des personnages de Mortal Kombat regroupe tous les personnages de la série depuis 1992. Les personnages les plus importants de la franchise apparaissent dès le premier épisode pour la plupart, à savoir Liu Kang, Sub-Zero, Scorpion et Raiden. Ces quatre personnages apparaissent dans tous les épisodes de la série, à une ou deux exceptions près, Sub-Zero étant le personnage qui figure dans tous les épisodes. Les antagonistes principaux sont représentés par Shang Tsung et Shao Kahn, puis suivis de Quan Chi et de Shinnok, qui occupent une place importante dans l'intrigue de Sub-Zero.

## Historique

### Années 1990

Logo de Mortal Kombat II.

La série Mortal Kombat débute en 1992 avec la sortie du premier épisode sur borne d'arcade puis en 1993 sur consoles. Le premier volet de la série est composé de sept personnages jouables : Sub-Zero, Scorpion, Liu Kang, Raiden, Johnny Cage, Sonya Blade et Kano,. Ces personnages feront partie de la colonne centrale dans la distribution de combattants dans les futurs épisodes. Sub-Zero est le premier personnage à être impliqué dans tous les Mortal Kombat, y compris dans les épisodes dérivés. Il est suivi par son principal rival dans la trame scénaristique, Scorpion, et par Raiden qui tient également une place importante dans l'histoire de la saga. Ces deux derniers sont absents du casting de Mortal Kombat 3, Scorpion sera intégré plus tard dans Ultimate Mortal Kombat 3, et quant à Raiden, il est intégré dans la dernière version de MK3 intitulée Mortal Kombat Trilogy. Le premier Mortal Kombat comporte également un personnage caché, Reptile et deux boss de fin, Goro et Shang Tsung.
Mortal Kombat II sort fin 1993 sur arcade et 1994 sur consoles. Le titre reprend tous les personnages du premier opus, à l'exception de Sonya Blade et de Kano, qui ne font qu'une apparition caméo dans l'une des arènes du jeu en arrière plan. Sept nouveaux personnages sont introduits dans ce second épisode, dont cinq jouables et deux qui servent de boss de fin. Le casting accueille deux sœurs jumelles ninja, Kitana et Mileena, qui sont au service de l'Empereur Shao Kahn, boss final de Mortal Kombat II. Kung Lao, ami de Liu Kang, cherchant à venger son ancêtre et à la destruction du temple Shaolin. Baraka, un seigneur de guerre mutant de la race nomade d'Outworld, responsable de l'assaut du monastère de Shaolin sur l'ordre de Shao Kahn. Jax, un officier des Special Forces qui participe au tournoi pour sauver Sonya Blade d'Outworld et Kintaro, garde du corps de Shao Kahn, envoyé par sa race (« Shokan ») pour venger la défaite de Goro,. Mortal Kombat II comprend également trois personnages secrets : Jade, Noob Saibot et Smoke.

Logo de Mortal Kombat 3.

Mortal Kombat 3 est publié courant 1995 sur arcade et consoles. La distribution des combattants est marquée par l'absence de Scorpion et de Raiden et d'autres personnages issus des précédents épisodes. Sept nouveaux personnages sont inclus dans le titre : Cyrax, Kabal, Nightwolf, Sektor, Sheeva, Sindel et Stryker. Un huitième personnage vient s'ajouter, Motaro, un centaure qui remplace Goro et Kintaro comme avant dernier boss du jeu. Mortal Kombat 3 se met à jour fin 1995 sur arcade et s'intitule Ultimate Mortal Kombat 3, puis connaît une sortie pour les versions consoles en 1996. Scorpion, Kitana et Reptile reviennent dans cette version avec l'apparition de Jade en tant que personnage jouable. Trois autres personnages (dont un nouveau) apparaissent également via l'utilisation d'un code : une version alternative de Sub-Zero, Mileena et d'un nouveau ninja nommé Ermac. Rain est également un autre nouveau ninja de la franchise mais qui s'est vu ajouter au casting dans les versions consoles du jeu uniquement. Fin 1996, une troisième et dernière mise à jour du jeu est publiée sous le titre de Mortal Kombat Trilogy,. Cette version inclut tous les personnages des épisodes précédents et y ajoutant deux nouveaux personnages cachés : Chameleon qui est présent dans les versions PlayStation, Sega-Saturn et Windows du jeu, et Khameleon, présent uniquement pour la version Nintendo 64. Disponible sur Play Store

Logo de Mortal Kombat 4.

En octobre 1997, Mortal Kombat 4 sort sur arcade puis est édité dès l'été 1998 sur Nintendo 64 et PlayStation. La liste des combattants est constituée du casting du premier Mortal Kombat, à l'exception de Shang-Tsung et de Kano. Cinq personnages sont issus de Mortal Kombat II, tout d'abord Baraka et Jax, puis Kitana, Mileena et Kung Lao, mais ces trois personnages ne figurent que dans la mise à jour de MK4, Mortal Kombat Gold,. Noob Saibot revient également en tant que personnage secret. Parmi les nouveautés du jeu, sept nouveaux personnages sont ajoutés à la série Mortal Kombat : Fujin, Jarek, Kai, Quan Chi, Reiko, Shinnok et Tanya. Un huitième personnage original est ajouté au casting, Meat, qui apparaît en tant que personnage caché. Quatre personnages de Mortal Kombat 4 (Fujin, Quan Chi, Sareena et Shinnok) sont tirés de Mortal Kombat Mythologies: Sub-Zero, où ils marquent leur première apparition en tant que boss non jouable.

### Années 2000
Après quelques années d'absence, Mortal Kombat revient sur une nouvelle génération de consoles avec l'épisode Mortal Kombat: Deadly Alliance, publié en 2002 en Amérique du Nord et en 2003 en Europe. Pour la première fois dans la série, Liu Kang n'est pas présent dans un jeu Mortal Kombat, mais il apparaît toutefois dans l'histoire en tant que caméo,. Deadly Alliance se démarque au niveau de la distribution de combattants où onze personnages originaux sont présentés : Blaze, Bo' Rai Cho, Drahmin, Frost, Hsu Hao, Kenshi, Li Mei, Mavado, Mokap, Moloch et Nitara. Le jeu est porté en 2003 sur Game Boy Advance et s'intitule Mortal Kombat: Tournament Edition, il comprend trois personnages : Noob Saibot, Sektor et Sareena, qui a fait sa première apparition dans Mortal Kombat Mythologies: Sub-Zero,.

Logo de Mortal Kombat (2011).

La suite de Mortal Kombat: Deadly Alliance sort en 2004 et est intitulée Mortal Kombat: Mystification (Mortal Kombat: Deception pour le titre original). Le jeu comporte neuf nouveaux personnages dont un boss : Ashrah, Hotaru, Dairou, Darrius, Havik, Kira, Kobra, Onaga et Shujinko,. Mortal Kombat: Armageddon sort en 2006 et comporte tous les personnages de tous les Mortal Kombat, possédant une distribution de plus de soixante-deux personnages. La version Wii inclut un personnage de plus, Khameleon. Parmi les personnages, deux combattants sont inédits : Daegon et Taven,.
Le huitième épisode est un crossover publié en 2008 où la franchise Mortal Kombat croise celle de l'univers DC. Le jeu s'intitule tout simplement Mortal Kombat vs. DC Universe et ne conserve qu'une partie des personnages des deux premiers Mortal Kombat, pour un total de onze personnages provenant de Mortal Kombat,,,.

La franchise Mortal Kombat est reprise par Warner Bros. Interactive Entertainment en 2009, et Midway Games devient en 2010 NetherRealm Studios. Le neuvième épisode est un reboot de la série et s'intitule sobrement Mortal Kombat. Paru en 2011, le jeu met en avant les personnages des trois premiers Mortal Kombat plus un personnage de Mortal Kombat 4 (Quan Chi) ainsi qu'un personnage invité de la série God of War, Kratos, exclusif à la version PlayStation 3. Le jeu introduira quelque temps après trois personnages via DLC : Skarlet, Kenshi et Rain. Warner Bros. distribue en 2010 le remake du film Freddy : Les Griffes de la nuit et profite du reboot de Mortal Kombat en 2011 pour intégrer via DLC Freddy Krueger en tant que personnage jouable.

Logo de Mortal Kombat X.

### Années 2010 & 2020
La série se poursuit en 2015 avec la sortie de Mortal Kombat X, comportant son lot de nouveaux combattants : Cassie Cage, D'Vorah, Erron Black, Ferra/Torr, Jacqui Briggs, Kotal Kahn, Kung Jin, Takeda, et deux via DLC, Tremor et Triborg,. Pour Mortal Kombat X, quatre personnages issus de films d'horreur sont invités en tant que personnages jouables, Jason Voorhees, Predator, Alien et Leatherface,,. Le jeu est compilé en 2016 et regroupe tous les DLC, il est publié sous le titre Mortal Kombat XL.
NetherRealm Studios développe la suite avec Mortal Kombat 11. Le jeu garde les sept combattants originaux du premier Mortal Kombat et présente quatre nouveaux personnages dont un boss, Kronika (non-jouable). 3 nouveaux combattants sont disponibles : la Déesse Ancienne Cetrion, le bras droit de Kronika, Geras, et un partisan de Shao Kahn : le Kollector. Pour le Kombat Pack no 1, 3 personnages classiques sont disponibles : Shang Tsung, Nightwolf et Sindel. 3 autres personnages issus de la fiction sont disponibles en tant qu'invités : on retrouve le héros de comics Spawn, le Joker ainsi que le Terminator. En mai 2020, l'extension Mortal Kombat 11 : Aftermath est annoncée. Elle comprend 3 nouveaux personnages : Fujin, Sheeva et un personnage invité, RoboCop. En octobre de la même année, la sortie du Kombat Pack no 2 permet aux personnages de Rain, Mileena et John Rambo d'intégrer le jeu.
En 2023, Mortal Kombat 1 est présenté comme un redémarrage de la série, tout en faisant suite aux évènements de Mortal Kombat 11. Pour la première fois, aucun nouveau personnage n'est introduit dans la distribution. Le jeu conserve à nouveau les sept combattants originaux du premier jeu, à la différence que certains ne sont pas directement jouables, mais présents dans la liste des combattants Kaméos. Avant la sortie du jeu, un premier Kombat Pack est annoncé, ce dernier contenant six personnages jouables : on retrouve trois personnages classiques, à savoir Ermac, Quan Chi et Takeda, mais également trois personnages issus de la pop culture : Omni-Man, Peacemaker, ainsi que Le Protecteur (Homelander en V.O.). Le Kombat Pack comprend également cinq personnages Kaméos : Khameleon, Mavado, Ferra, Tremor et Johnny Cage.

## Mortal Kombat
Pour des articles plus généraux, voir Goro, Johnny Cage, Kano, Liu Kang, Raiden, Reptile, Scorpion, Shang Tsung, Sonya Blade et Sub-Zero.

## Mortal Kombat II
Pour des articles plus généraux, voir Jade, Kitana, Kung Lao, Noob Saibot, Shao Kahn, Smoke et Mileena.

### Baraka
Pour les articles homonymes, voir Baraka.
Baraka est le maître des Tarkatan, peuple démoniaque vivant dans l'Outworld. Il apparaît pour la première fois dans Mortal Kombat II. Dans Mortal Kombat: Shaolin Monks, il mettra son armée au service de Shao Kahn afin de prendre le contrôle de la Terre. Il a un katana (sabre japonais) qui sort de chaque main.C'est aussi l'ennemi juré de Mileena mais il lui rend service. Il sera un des plus proches alliés de Mileena et mena la rébellion avant de mourir des mains de D'Vorah.
Dans Mortal Kombat 1 se déroulant dans le nouveau continuum crée par Liu Kang, Baraka est un marchand autrefois humain qui a été infecté par la peste Tarkatan, défigurant les infectés et les transformant en monstres cannibales et violents. Il est devenu le chef d'un petit groupe d'infectés bannis par la famille royale pour éviter la contagion, et fait tout pour les aider à survivre. Il s'alliera avec les guerriers du royaume Terre pour mettre à jour les expériences inhumaines menées par Shang Tsung, dans le dos de l'impératrice.

### Jax
Pour les articles homonymes, voir Jax (Mortal Kombat).
Le Major Jackson Briggs, dénommé plus couramment Jax, est un allié de Sonya Blade, ils font tous deux partie des forces spéciales de l'US Army. Doté tout de même de pouvoirs, Jax apparaît premièrement dans Mortal Kombat II, au naturel, avant d'apparaître dans Mortal Kombat 3 équipé de bras bioniques.
Dans Deadly Alliance, il rejoint les rangs de Raiden pour stopper l'Alliance Mortelle, mais il mourra avec Kitana, Stryker, Kung Lao et Sonya Blade et sera ressuscité pour devenir l'esclave d'Onaga. Cependant, il est libéré de son emprise grâce à Ermac et Liu Kang et se battra aux côtés des forces de la lumière dans Armageddon. Malheureusement, il périra comme les autres.
Il reste cependant un dangereux adversaire, aussi à l'aise au corps à corps qu'à distance : de loin il peut lancer une onde supersonique qui traverse l'écran, ou il est encore capable de faire trembler le sol en frappant violemment dessus. De près, il peut attraper et immobiliser son adversaire pour le frapper jusque 5 fois d'affilée à coups de poing dans le visage, ou capable de vous faire une projection multiple : vous jeter contre le sol à plusieurs reprises.
Autres médias
Dans le film Mortal Kombat : Destruction finale, Jax apparaît comme un homme très (voire trop) sûr de lui, et c'est encore pire après s'être fait implanter ses bras bioniques. Mais il les retirera finalement lors de son combat contre le centaure Motaro.
Michael Jai White interprète Jax Briggs dans la web série Mortal Kombat Legacy

### Kintaro
Kintaro est un grand guerrier de la race des Shokans, de la lignée Tigrar. Kintaro est le cousin de Goro et de Sheeva. Il apparaît pour la première fois en tant que sous-boss dans Mortal Kombat II. Plus puissant et plus agile que Goro, Kintaro lui succède à la tête des armées de Shao Kahn. Désireux de participer au Mortal Kombat pour venger son cousin, Shao Kahn lui accorde ce privilège en échange de sa servitude et de sa fidélité. Dans les comics de MKX, il est révélé qu'il mourra des mains de Sonya Blade et de sa fille Cassie après avoir été possédé par Havik. Tout comme Goro et Sheeva, Kintaro a été créé en animation en volume dans les premiers Mortal Kombat.

## Mortal Kombat 3

### Chameleon
Chameleon on a longtemps cru que Reptile était le dernier survivant de la race des Sauriens, originaires de Zaterra. Mais il s'avéra qu'au moins un autre d'entre eux existait encore, tapis dans l'ombre. En effet, Chameleon est aussi un Saurien, donc capable de se rendre invisible. C'est cette faculté qui rendit son existence impossible à affirmer car il demeura caché lors de tous les évènements majeurs, de la 1re victoire de Liu Kang au début de l'Armageddon. En simple spectateur, Chameleon attendait tout simplement le moment où il surgirait de l'ombre.
Lorsqu'il prit connaissance de la prophétie de l'Armageddon, Chameleon décida de se rendre sur la pyramide d'Argus afin de vaincre Blaze et ainsi réclamer son pouvoir, lui permettant de restaurer sa race éteinte depuis des millénaires. Chameleon périra comme tous les autres combattants lors de cette bataille.
Dans Mortal Kombat X, une référence à Chameleon est présente lors d'un dialogue entre 2 Reptiles.

### Cyrax
Cyrax  a fait ses débuts dans Mortal Kombat 3, il était le second des trois ninjas cybernétiques.
C'est un combattant qui a été affecté pour chasser Sub Zero du clan de Lin Kuei en tant qu'unité appelée LK-4D4. Des trois cyborgs, il est devenu le second à récupérer son humanité. Ceci est dû aux efforts de Sonya Blade et de Jax. Il s'est actuellement allié à eux pour témoigner de sa reconnaissance. Dans Armageddon, il rejoint les forces de la lumière, mais se fait tuer par Sheeva, après l'avoir jeté du haut de la pyramide. À la suite de l'intervention de Raiden en changeant la chronolgie, Cyrax restera un cyborg au service des Lin Kuei, mais parviendra à aider Kuai Liang et décida de se suicider en laissant la place de Grand Maître à Kuai Liang et en tuant tous les cyborgs.
Cyrax, à chaque fois qu'il reçoit des coups portés par ses ennemis, il projette de l'huile de couleur foncée (bleu ou noir) en guise de sang, tout comme ses partenaires cyborgs Sektor et Smoke.
Dans le nouveau continuum crée par Liu Kang à la fin de Mortal Kombat 11, Cyrax devient une femme et n'est plus un cyborg, elle porte à la place une armure de haute-technologie conçue par le maître armurier du Lin Kuei, le père de Sektor. Très proche de Kuai Lang, elle crut pendant longtemps qu'il avait déserté le Lin Kuei pour se soumettre à l'Outre-Monde. Elle retourne sa veste quand elle apprend la vérité, mais va tout de même se rendre dans le continuum du Titan Havik pour sauver Bi-Han. À la fin de l'histoire, elle quitte le Lin Kuei pour rejoindre le Shirai Ryu.
Apparitions dans d'autres médias
Il apparaît dans Mortal Kombat destruction finale. Il s'introduit dans le Q.G des forces spécial pour éliminer Jax et Sonya, mais c'est finalement lui qui succombe.
Il apparaît également dans la web série Mortal Kombat legacy. D'abord humain au début de l'épisode qui lui est consacré avec Sektor, on assiste a sa transformation en cyborg contre son gré.

### Ermac
Ermac est le premier personnage à utiliser le pouvoir de télékinésie dans Mortal Kombat. Il a fait ses débuts officiels dans Ultimate Mortal Kombat 3. Il a été un personnage controversé et mystérieux de la série canon et son existence n'a été qu'une rumeur depuis sa création. Il est un amalgame de beaucoup d'âmes d'Édeniens, dont le père de Kitana, détruites dans les guerres d'Outworld qui sont venues à être contrôlées par Shao Kahn et ses prêtres de l'ombre. Ainsi, il a fréquemment parlé de lui-même à la première personne du pluriel (« nous », « notre »). En raison de la simple concentration d'âmes dans Ermac, il possède le don de télékinésie et peut voyager dans différents domaines. Cependant, la profondeur de Netherealm draine ses pouvoirs, et il est affaibli de façon spectaculaire lorsqu'il s'y trouve.
Il a fait son retour dans Mortal Kombat: Mystification, où il a été libéré du contrôle de Shao Kahn par l'épéiste aveugle Kenshi. Il a alors décidé de devenir une force du bien, en partie en raison de sa culpabilité par rapport à son passé. Il a également remboursé sa dette à Kenshi en contribuant à l'éveil de son pouvoir de télékinésie dormant. Pour prouver qu'il avait réellement changé de camp, il a décidé d'aider Liu Kang gratuitement à libérer ses amis sous le contrôle d'Onaga, le roi dragon. De ce fait, il rejoint les rangs des combattants œuvrant pour le bien dans Armageddon, mais il se fera tuer par Shang Tsung car ce dernier aura pris son apparence pour achever Kenshi.

### Kabal
Kabal est un ancien membre du Black Dragon, il devient par la suite le partenaire de Stryker au sein de la S.W.A.T pour racheter ses fautes passées. Celui-ci est brulé à vif, il est alors récupéré par son ancien compère Kano qui à l'aide de Shang Tsung le remet sur pied, le matériel respiratoire qu'il porte est dû à la destruction de ses poumons. Cela lui a d’ailleurs donné deux fatalités: utiliser son tuba pour faire gonfler la tête de son ennemi et même se servir de son visage balafré comme d'une arme pour faire mourir de peur son ennemi dont le fantôme s'enfuit en courant. S'il se bat aux côtés des forces de la lumière dans le 3, il reviendra aux côtés du Dragon Noir et se battra aux côtés des forces de l'ombre. Il mourra aussi avec les autres.
Dans MK9, MKX et MK11 il réapparaît, mais en tant que mort-vivant qui se bat pour Shinnok.

### Khameleon
Khameleon est la 3e et dernière survivante de la race Saurienne originaire de Zaterra, mais est aussi la seule femelle. Afin de repeupler sa race, elle s'est donc mis à rechercher Reptile sans relâche. Mais ce dernier n'avait d'yeux que pour Shao Kahn, son empereur, et ne fit donc pas attention à la présence de Khameleon. Elle arriva finalement à lui parler, mais Reptile ne la crut pas et l'attaqua. Déterminée à retrouver un jour son monde natal, elle se mit à parcourir les Royaumes en quête d'une solution.
Lorsqu'elle prit connaissance de la bataille finale qui se préparait sur Edenia et le pouvoir qu'obtiendrait celui ou celle qui réussirait à atteindre le sommet de la pyramide d'Argus pour y affronter Blaze, Khameleon saisit sa chance et participa à cette guerre. Elle sera malheureusement tuée avant de pouvoir réaliser son rêve.

### Motaro
Motaro appartient à la race des Centaures. Il possède donc un corps d'une gazelle et un buste d'homme. Une paire de cornes de bélier et une longue queue métallique dotée d'un dard au bout qui complètent son portrait monstrueux. Comme tous les Centaures, on lui attribue des talents de chasseurs et des pouvoirs mystiques.
Motaro et sa race résident sur Outremonde et haïssent le peuple des Shokans, monstres humains à quatre bras. Ces deux peuples tentent de prouver leur supériorité auprès de Shao Kahn, l'empereur d'Outremonde.
Histoire
Après la défaite des Shokans Goro et Kintaro, Shao Kahn décide de se tourner vers les Centaures pour diriger ses escadrons d'extermination. Il nomme Motaro à la tête de ce groupe qui doit éliminer les guerriers de la Terre.
Peu de temps après, Motaro récupère le corps de Kano vaincu par Sonya Blade, en tombant du haut d'un gratte-ciel dans une rue. Le centaure le transporte jusqu'à la forteresse de Shao Kahn, use de la magie pour le sauver, puis l'emprisonne en attendant que Shao Kahn le punisse pour ne pas avoir éliminé Sonya. C'est à ce moment qu'il est attaqué et apparemment tué par la Shokan Sheeva.
Toutefois, Motaro revient dans Mortal Kombat: Armageddon : victimes d'une malédiction des Shokans, les Centaures sont désormais bipèdes et deviennent des Minotaures.
Il est tué dans Mortal Kombat par Raiden lors de l'invasion du Royaume Terre, il n'est pas un personnage jouable.
Apparitions dans d'autres médias
Dans le film Mortal Kombat : Destruction finale, Motaro est incarnée par Deron McBee. Sa rivalité avec Sheeva est brièvement abordée. Il est vaincu par Jax.
Dans la série animée Mortal Kombat : Les Gardiens du royaume, Motaro fait deux apparitions.
Motaro fait aussi son apparition dans le long métrage animé Mortal Kombat Legends: Scorpion's Revenge, alors qu'il affronte Sonya Blade qui tente de sauver Jax qui est prisonnier de Kano. Il fut vaincu par Johnny Cage qui s'est intervenu pour porter assistance à Sonya.

### Nightwolf
Nightwolf fait sa première apparition dans Mortal Kombat 3 comme nouveau personnage jouable. Il est un membre des premières nations d’Amérique faisant partie de la tribu des Matoka. Celle-ci est inspirée de la tribu des Latoka qui existe réellement. Le Nightwolf n'est pas une personne unique, mais représente un protecteur désigné par le Grand Esprit. Ainsi, lorsqu'un Nightwolf décède, un nouveau Nightwolf est désigné pour lui succéder. Le Grand Esprit est la traduction du concept de Wakan Tanka qui fait référence au sacré. Nightwolf se bat aux côtés de Raiden afin de protéger le Royaume Terre.
À la suite de sa mort à la fin de Mortal Kombat 9, le sorcier Quan Chi utilise ses pouvoirs de nécromancie pour le réanimer afin de servir Shinnok.
Parmi ses pouvoirs, Nightwolf est capable de matérialiser des armes telles que des haches ou arcs à flèches. À l'occasion, on peut le voir faire apparaître la foudre ou même des animaux comme des ours ou des loups.
Film
Nightwolf fait une brève apparition dans Mortal Kombat: Destruction Finale, où il apprend a Liu Kang à faire sortir et maîtriser son coté bestial.

### Rain
Rain était censé apparaître dans Mortal Kombat 3, mais c'est finalement dans Ultimate Mortal Kombat 3 qu'il a été un personnage jouable. Rain était à l'origine visible dans l'introduction du jeu mais n'existait pas dans le jeu lui-même. Beaucoup de fans de Mortal Kombat l'ont cherché, en vain, même s'ils avaient pris conscience de son éventuel statut de personnage issu d'une blague, baptisé ainsi selon Purple Rain, chanson de l'artiste Prince. Il prit définitivement corps dans les versions consoles de Ultimate Mortal Kombat 3 comme un personnage jouable à part entière avec sa propre histoire et ses propres coups, à la grande joie d'un certain nombre d'aficionados, d'autres étant déçus qu'un personnage soit intégré à l'univers de Mortal Kombat de la sorte. Ainsi, sa popularité est mixte au sein de la communauté des fans de Mortal Kombat. Dans Mortal Kombat X, il apparaît comme adversaire ayant ses propres attaque, mais reste non jouable, ce qui n'a pas été bien pris par les joueurs.
Histoire
Demi-frère de Taven et de Daegon, Rain vient de l'antique royaume d'Edenia. Quand il n'était qu'un enfant, il fut témoin de l'invasion de son monde par Shao Kahn. Pendant le chaos qui s'ensuivit, Rain partit en contrebande tandis que son père, Argus, restait derrière pour effectuer l'exercice de ses fonctions en tant que général dans l'armée qui a par la suite été écrasée dans l'invasion des forces du Mal ; son père fut tué par Kahn. Un millier d'années après, Rain est mystérieusement revenu durant l'invasion du royaume de la Terre, et a été attaqué par les troupes de Shao Kahn. Étant donné qu'il n'avait d'autres choix que se battre pour le chef des armées du Mal ou mourir, il a sciemment tourné le dos à son royaume natal et a choisi le camp de Kahn. Sans peur, il a facilité les plans de ce dernier pour sa conquête du Royaume de la Terre. Exercé dans l'art du combat, Rain a combattu de tout cœur pour détruire un à un les guerriers de la Terre. Son âge est estimé à plus de 10 000 ans.
Film
Le personnage de Rain est apparu dans le film Mortal Kombat : Destruction finale, tout comme son comparse Ermac même si le nom de ce dernier n'a jamais été dévoilé. Il était le général de l'armée de Shao Kahn et chef d'une armée d'exterminateurs ayant réussi à éliminer des milliers d'innocents ainsi que Kabal et Stryker, deux des meilleurs guerriers humains. Son maître le tua pour "ne pas les avoir fait ramper à ses genoux avant de les détruire", ce qui pourrait indiquer que Rain a mal fini son travail en ne s'assurant pas lui-même de la mort réelle des deux guerriers (par la destruction pure et simple de leurs corps) car Shao Kahn fut réprimandé de la même manière par Shinnok en laissant Raiden en vie malgré un combat tournant en sa faveur par des méthodes vicieuses au début du film. Rain fut frappé par le marteau de Kahn avant d'atterrir dans un brasier qui le consuma vif.

### Sektor
Sektor était le premier prototype de cyber ninja construits par le Lin Kuei, c'était un assassin humain qui s'est porté volontaire pour le procédé d'automatisation. Son nom de code est LK-9T9.
Dans Mortal Kombat 4 le Lin Kuei, suspicieux de l'exil prolongé de Cyrax dans le desert se voit contraint d'envoyer Sektor à sa recherche alors que leurs forces sont fortement réduites.
Dans Mortal Kombat: Armageddon on retrouve Sektor à la tête de sa propre armée de cyber ninjas, les Tekunin.
Dans le DLC de Mortal Kombat 1, situé dans le nouveau continuum crée par Liu Kang, Sektor devient une femme et n'est plus un cyborg, elle porte à la place une armure de haute-technologie conçue par le maître armurier du Lin Kuei, qui est son père. Elle est le mentor de Cyrax, et croit aux ambitions de Bi-Han. Elle mène le raid du Lin Kuei face aux Shirai Ryu lors du mariage de Kuai Lang. Toutefois elle fut arrêtée par les efforts des champions de la Terre et du retournement de veste de Cyrax. Lorsque l'Outre-Monde est attaqué par le Titan Havik, et que Bi-Han le poursuit, elle met de côté sa rancune pour se rendre dans le continuum du Titan Havik pour sauver Bi-Han. À la fin de l'histoire, elle reprend temporairement les rennes du Lin Kuei en attendant que Bi-Han retrouve son état d'origine, mais ayant appris qu'il a été scellé dans le Temple des Éléments par Liu Kang, elle part le sauver et jura vengeance au Dieu du feu.
Autres apparitions
Il apparaît dans la web série Mortal Kombat legacy. On assiste a sa transformation en cyborg ou, contrairement a Cyrax, il s'est porté volontaire pour devenir cyborg.

### Sheeva
Sheeva est une guerrière Shokan (mi-humaine/mi-dragon) de la lignée Dracos, comme Goro. Elle a 4 bras pourvus de 3 doigts chacun, et une force redoutable. Elle a un sens de l'honneur très développé et se bat principalement pour la gloire de son peuple. Elle s'est vu attribuer le rôle de garde-du-corps personnel de Sindel, fonction qu'elle prend très au sérieux.
Contrairement aux autres personnages, le sang de Sheeva est de couleur verte à chaque fois qu'elle encaisse des coups portés de ses adversaires, même Motaro a le sang vert comme sa rivale shokan.
Elle est la sœur de Goro et la cousine de Kintaro.
Comme Goro et Kintaro, elle a été créée par animation en volume. Elle est apparue dans Mortal Kombat 3 et Ultimate Mortal Kombat 3.
Film
Elle apparaît dans Mortal Kombat destruction finale. Elle ne cache pas sa haine envers le centaure Motaro devant leurs camarades. Elle est rapidement tuée sans avoir le temps de combattre. Elle meurt écrasée par une cage en acier décrochée par Liu Kang.

### Sindel
Sindel fait son apparition dans le troisième opus Mortal Kombat 3. Elle fut ressuscitée dans le Royaume de la Terre par le puissant sorcier Shang Tsung à la demande de Shao Kahn. La puissance de Sindel est de nature intérieure et éthérée, cependant, elle a une affinité normale avec la magie aérienne, démontré par sa capacité de faire de la lévitation et de manœuvrer les vagues soniques. Elle a des pouvoirs similaires aux Banshee, créatures surnaturelles connues pour leurs cris sinistres.
Il y a 10 000 ans, Sindel régna sur le royaume d'Edenia à côté de sa fille, la princesse Kitana, et son mari le Roi Jerrod. Son royaume fut envahi par Shao Kahn, et ce dernier, tua son mari et adopta sa fille. Contrainte à vivre un tel supplice pour le reste de son existence en tant que mère, épouse et reine, elle se suicida à l'aide d'un sort qui empêchera ainsi Shao Kahn d'envahir n'importe quels royaumes par la force. Son peuple fut asservis pour la plupart et tué pour les autres.
Il s'avèrera plus tard dans Mortal Kombat 11: Aftermath que tout cela faisait partie d'un plan entre Shao Kahn et elle, et qu'elle était responsable de la mort de Jerrod pour permettre à Shao Kahn, son amant, de monter sur le trône.
Dans Mortal Kombat 1, Sindel est l’impératrice de l'Outworld, ferme mais juste. Elle a pris les rênes de son défunt mari Jerrod, aux côtés de ses filles Kitana et Mileena, et le rend hommage en perpétuant le tournoi du Mortal Kombat. Ce tournoi est devenu désormais un moyen pour l'Outworld et le Royaume Terre de maintenir la paix tout en déterminant qui est le kombattant le plus puissant des deux mondes.
Autres apparitions
Sindel apparaît dans le film Mortal Kombat : Destruction finale où elle est interprétée par Musetta Vander. Ne pouvant accéder au royaume terre à la suite de la défaite de Shang Tsung au tournoi, Shao Kahn la fera revenir d'entre les morts pour qu'elle lui ouvre un passage entre Outre-monde et le royaume terre afin d'envahir ce dernier.

### Stryker
Kurtis Stryker est le chef de la division anti-émeute de la police de New York. Il utilise sa matraque et son pistolet automatique pour se battre. Il peut aussi lancer des grenades et faire des sauts à l'horizontale. C'est aussi l'un des rares personnages à ne pas posséder de pouvoirs spéciaux. Toutes ses capacités sont physiques ou grâce à une arme.
Le personnage apparaît dans la web série Mortal Kombat: Legacy, où il appartient lui aussi aux forces spéciales aux côtés de Jax et Sonya.

## Mortal Kombat Mythologies: Sub-Zero

### Fujin
Fujin, ou dieu du vent, est un acolyte de Raiden qui apparaît dans Mortal Kombat Mythologies: Sub-Zero (comme personnage non jouable), où il est battu par Noob Saibot. Il joue un rôle plus consistant dans Mortal Kombat 4, assistant Raiden dans sa bataille contre Shinnok. Dans Mortal Kombat: Armageddon enfin, on apprend qu'il est un vieil ami de Taven, mais leurs retrouvailles se passent mal et les deux personnages s'affrontent.
Fujin tire son origine d'un dieu shinto du vent, transcrit en Fūjin (風神). Il a l'apparence d'un homme âgé, musclé à la longue chevelure blanche.

### Quan Chi
Quan Chi est un personnage très présent dans Mortal Kombat : Deadly Alliance où il projette de conquérir le monde aux côtés de Shang Tsung. Quan Chi fut par le passé un oni de Netherrealm qui s'est transformé lorsqu'il a appris la sorcellerie. Quan Chi propose son aide à Shinnok à condition de pouvoir régner ensemble sur le royaume. Leur victoire obtenue, Shinnok honora sa parole et Quan Chi prit pleine possession de ses grands pouvoirs, devenant le plus grand sorcier d'outremonde. Il est aussi l'un des responsables de la résurrection de Sindel.

### Sareena
Sareena est apparue comme servante de Quan-Chi. Elle est finalement libérée par Bi-Han. Elle est réapparue dans Mortal Kombat X, elle est aux côtés de Kenshi et de Jax pour arrêter les revenants dont Kitana. Sareena tente de la raisonner mais Kitana ne l'écoute pas et tente de la tuer, Jax la sauve et prend le relais.

### Shinnok
Shinnok est considéré comme l'un des êtres les plus maléfiques de Mortal Kombat Les gardiens du royaume. Dieu Ancien déchu, puissant et vengeur, il est jouable pour la première fois dans Mortal Kombat 4 et également jouable dans Mortal Kombat X. Il serait apparemment le leader des Forces du Mal et le principal antagoniste de Mortal Kombat X.
À la différence de Shao Kahn, la puissance de Shinnok repose plus sur des pouvoirs magiques et d'anciens artefacts plutôt que sur la force brute. Il est le souverain du Netherrealm, possédant des millions d'années de connaissance et de pouvoir, comme la capacité à prendre l'apparence d'autres êtres ou de se transformer en un immense démon.
Shinnok exige de ses disciples une fidélité et une loyauté inébranlables, et n'hésite pas à éliminer quiconque se met en travers de son chemin.

## Mortal Kombat 4

### Jarek
Jarek est un membre des Black Dragon, sous les ordres de Kano, il participe à de nombreuses missions.
Il est fortement recherché par Jax et Sonya.
Dans Mortal Kombat 4 il rejoint le royaume terre au côté de ses pires ennemis afin de vaincre Shinnok.
Après la défaite du dieu déchu, Jarek se retourne contre les forces spéciales

### Kai
Kai était le meilleur ami de Liu Kang, possédant la même souplesse que celui-ci.
Il fit son apparition dans Mortal Kombat 4. L'histoire raconte qu'il serait mort, assassiné par Scorpion.

### Meat
Meat est le résultat d'une des nombreuses expériences de Shang Tsung venant du Puits de Chair. Il échappa au sorcier avant d'être complété, ce qui explique son apparence : un corps sans peau. Meat ne ressent pas la douleur et s'auto-régénère, lui permettant d'utiliser ses membres pour combattre. Depuis son évasion, personne ne sut où il se trouva, jusqu'à ce que Taven le déniche dans une des grottes du Netherrealm. Voyant l'homme arriver, Meat lui lança quelques pièces et s'enfuit.
Meat n'a aucun allié ni ennemi, et il fut complètement en dehors de tous les évènements majeurs, du 20e tournoi à la résurrection d'Onaga. Cependant durant l'Armageddon, Meat vit en Blaze l'opportunité d'acquérir un plus grand pouvoir et l'espoir d'enfin compléter son corps. Il commença alors l'ascension de la Pyramide d'Argus.

### Reiko
Reiko est l'un des plus vieux alliés de Shao Kahn. Il est le général des armées de l'outworld.
Néanmoins, Reiko rêve depuis toujours de passer empereur de l'outworld. Ce personnage apparaît à partir de Mortal Kombat 4 mais n'est pas disponible dans toute la série (excepté Mortal Kombat Armageddon).
Reiko sert de la série, d'une manière générale, de général pour les armées de Shinnok, Shao Kahn et les frères de l'ombre. Pendant Mortal Kombat 4, Shinnok est vaincu et Reiko disparaît. Plus tard, il a vu le jour dans l'armée de Shao Kahn. Reiko a apparemment une grande aspiration à remplacer un jour l'empereur, comme cela est décrit dans Mortal Kombat: Deception du mode Konquest qu'il aime se faufiler dans la chambre de Kahn et porter son casque.
Dans Mortal Kombat: Armageddon, mode Konquest, Reiko rencontre Taven dans sa guerre de place dans la forteresse de Shao Kahn. Reiko tente de convaincre Taven de se joindre à l'armée de Kahn, impressionné par ses aptitudes au combat, mais Taven a refusé car il a seulement l'intention de trouver et de tuer Quan Chi. Reiko en tant que général des armées de Shao Kahn, il s'engage dans la bataille avec l'intrus afin de protéger les alliés de l'empereur mais il est vaincu.

### Tanya
Elle fit son apparition dans Mortal Kombat 4. Elle est la fille de l'ambassadeur du royaume d'Edenia. Elle fait la connaissance de Liu Kang et devient son amie. Mais en réalité c'est elle qui a permis le retour du dieu déchu Shinnok. Elle tente de piéger Liu Kang avec le sorcier Quan Chi mais le piège échoue. Elle finit par s'enfuir mais s'allie rapidement a l'alliance mortelle en tant que leur ambassadeur. Après la résurrection d'Onaga elle sert ce dernier, mais Jade ne manque pas de la surveiller.
Elle est jouable en mode DLC dans Mortal Kombat X.
Tanya et Rain se sont alliés avec Mileena pour qu'elle remonte sur le trône et pour qu'elle puisse leur construire le New Edenia.
La sœur de Ed Boon se nomme Tanya.

## Mortal Kombat: Special Forces

### Tremor
Il s'agit d'un ninja marron appartenant au groupe du Dragon Noir de Kano et possédant la capacité de géokinésie (manipulation de la terre). Il s'est échappé des forces spéciales lors d'une incarcération orchestrée par Kano, à qui il était aveuglément fidèle. Kano lui assigna le rôle de guetteur et de gardien du portail menant à Outworld, mais Tremor fut finalement vaincu par Jax.

## Mortal Kombat: Deadly Alliance

### Blaze
Blaze est une arme de sécurité mise en place par les dieux anciens afin de protéger les mondes du chaos. Dans Mortal Kombat: Mystification, le roi dragon Onaga détourne son pouvoir afin de le mettre sous son contrôle.
Sa réelle utilité et de combattre l'un des deux fils de Delias, Taven et Daegon, au sommet de la pyramide d'Argus. Une fois celui-ci vaincu les deux élus gagneront le pouvoir, soit d'enlever leurs pouvoirs au Kombattant, soit de tous les exterminer. Mais tous les autres Kombattants convoitent ce pouvoir, qui sera différents pour chacun.
Il apparait pour la première fois dans Mortal Kombat: Deadly Alliance sous une forme de « torche humaine » car son pouvoir réél est en quelque sorte bridé, il trouvera sa véritable forme dans Mortal Kombat: Armageddon dans lequel il ressemble plus à un géant de flamme
Dans Mortal Kombat: Armageddon, Blaze se débloque en ayant récolté 50 des objets dans le mode Konquest.
Il apparaît pour la première fois dans le niveau « THE PIT II », en arrière-plan dans Mortal Kombat II.

### Bo' Rai Cho
Son nom est tiré du mot espagnol (Borracho) qui signifie soûl (ivrogne) une des caractéristiques du personnage est qu'il combat ivre

### Drahmin[pasclair]
Bourreau Oni[pas clair] a l'apparence de cadavre en putréfaction, portant parfois un masque vert selon la technique de combat qu'il emploie. Son bras gauche est encastré dans une barre en fer. Il est constamment entouré d'une nuée de mouches. Lui et Moloch seront chargés par Quan Chi de protéger ce dernier de Scorpion.

### Frost
Frost est l’élève de Sub-Zero. en quelque sorte son alter-ego féminin.
Elle possède les mêmes pouvoirs que son maître. C'est lors d'un tournoi organisé par Sub-Zero pour trouver le plus fort guerrier qu'elle fit son apparition.
Et, à la grande surprise de l'organisateur, c'est Frost qui a été couronnée grand vainqueur.

### Hsu Hao
Hsu Hao fait partie du Dragon Rouge avec Mavado, le dragon Rouge est l'ennemi du Dragon noire dirigé par Kano.
Pour beaucoup de joueurs, Hsu Hao est un personnage inutile, et souvent détesté.

### Kenshi
Guerrier rendu aveugle par Shang Tsung dans l'alliance mortelle, il jure de se venger pour le bien de la Terre. Il a deux épées pour trancher toutes têtes sur son passage et il peut aussi contrôler n'importe qui avec sa télékinésie. Dans MKX, il n'a qu'une seule épée nommée Sento. Il apparaît dans Mortal Kombat Legends: Snow Blind, dont il est le personnage principal
Son nom signifie "Swordsman" en Japonais.

### Li Mei
Li Mei vit dans l'Outworld et plus précisément dans le village de Sun Do. Lorsque l'Alliance Mortelle se forma, Shang Tsung voulut construire son Palais autour du Puits d'Âme, mais il avait besoin de mains pour le bâtir. Il demanda alors à Kano et ses troupes de capturer tous les habitants du village, mais Li Mei se rebella, attirant l'attention de Quan Chi. Ce dernier lui proposa de gagner sa liberté à condition qu'elle remporte un "tournoi", ce qu'elle accepta. Elle aperçut alors parmi les prisonniers "le soi-disant Champion des Dieux Anciens" Shujinko, et lui demanda son aide. Il accepta de l'entraîner mais sentit au fond de lui que les chances de Li Mei de remporter la victoire étaient minces.
Alors qu'elle se retrouva face à l'Alliance Mortelle, Li Mei perdit son combat et Quan Chi commença le processus de transfert de son âme vers un des soldats inanimés de l'armée du Roi Dragon. C'est alors que Bo Rai Cho surgit et interrompit l'opération avant son terme. Li Mei fut sauvée mais une partie de l'âme du guerrier zombie destinée à être son nouvel hôte entra en elle, modifiant son caractère et améliorant ses capacités de combat.

### Mavado
Mavado est le premier membre connu, avec Hsu Hao, du clan du Dragon Rouge, ennemi du Dragon noir. On apprend dans Mortal Kombat Armaggeddon, qu'il est l'homme de main de Daegon.

### Mokap
Mokap fut à l'origine un professeur d'arts martiaux officiant dans la banlieue Nord de Chicago. Il reçut un jour un appel de Johnny Cage qui recherchait des acteurs qualifiés pour effectuer la capture de mouvement de son prochain film Mortal Kombat : Deadly Alliance. Mokap accepta et prit un avion en direction d'Hollywood, où il y démarra le tournage. Nul ne sait quel rôle joua Mokap durant les agissements de l'Alliance Mortelle, mais il prit part au combat aux côtés des guerriers de Raiden. Peu de temps après, de source inconnue, il développa des pouvoirs télékinétiques et rejoignit les Forces de la Lumière lors de l'Armageddon, où il fut tué.

### Nitara
Nitara  est une vampire dans les jeux de Mortal Kombat, elle se régénère en aspirant le sang de ses adversaires.

## Mortal Kombat: Mystification

### Ashrah
Ashrah est un démon à l'apparence humaine d'une jeune femme en quête de rédemption

### Hotaru
Hotaru est un général du royaume de Seido, Le royaume de l'ordre.
Il est dévoué a préserver la loi et l'ordre.
Il a un uniforme de type Samurai avec deux étendards dans le dos.
Il apparaît pour la première fois dans Mortal Kombat Mystification (Deception).
Son nom signifie "Luciole" en Japonais.

### Kira
Kira est apparue pour la première fois dans Mortal Kombat: Mystification en tant que première recrue de Kabal pour la nouvelle organisation criminelle « Dragon Noir ». Elle est décrite comme courageuse et capable de prendre de grands risques.

### Kobra
Membre du groupe terroriste du Black Dragon

### Onaga
Onaga est apparu pour la première fois dans Mortal Kombat : Mystification. Le roi dragon est l'ancien empereur de l'Outworld, avant que Shao Kahn n'en prenne le contrôle. Il est le boss de fin de jeu de Mortal Kombat : Mystification, mais n'apparait jouable que dans Mortal Kombat: Armageddon.

### Shujinko
Shujinko est dès son plus jeune âge, choisi pour être l'élu des Anciens Dieux. Il part donc à la conquête d'artefacts divins, donc chacun peut ouvrir un portail vers une autre dimension. Durant ce long périple qui le transforme en sage et vieux guerrier, il a la chance de bénéficier de l'enseignement de plusieurs combattants dont Bo 'Rai Cho, Sub-Zero, Scorpion, Ashrah, Ermac, Baraka, Mileena, Sindel, Havik, Kenshi, Li Mei, Hotaru. Scorpion s'est révélé être le véritable Élu des Dieux Anciens. Dès que Shujinko met à terre Scorpion, le roi Dragon lui dévoile la grande supercherie qui fait de lui le plus terrible et puissant ennemi de tous les guerriers.
Dépeint comme un adolescent en mode Konquest de Mortal Kombat: Deception, Shujinko a été formé par Maître Bo 'Rai Cho dans l'art de Kombat. Bientôt, Shujinko rencontra Damashi, qui prétend être un émissaire de l'aîné des dieux, Shujinko reçoit le pouvoir de copier les capacités des autres combattants et Shujinko dit de se lancer dans une quête. Afin d'être en mesure de faire son appel d'offres, Damashi a donné à Shujinko la capacité d'absorber avec une grande facilité les styles de combats et des modes d'attaque de guerriers qu'il rencontre. La mission de Shujinko dura plus de quarante ans. Étant sur la phase finale de sa mission, Shujinko rencontra à nouveau Scorpion après plusieurs années qui lui révèle être le véritable Champion des Dieux Anciens. Un combat s'en résulte. Ce fut la victoire de Shujinko. Après sa mission terminée, Damashi s'est révélé être rien d'autre que le roi Dragon, Onaga, parlant de Shujinko au-delà de la mort. Onaga se mit immédiatement en quête de l'amulette de Quan Chi. S'étant senti coupable de l'erreur qu'il a commise, Shujinko assuma la pleine responsabilité, et a lancé sur une quête désespérée de détruire Onaga, estimant lui-même la seule personne étant capable de le faire.
Shujinko a ensuite été, pendant un temps, connu comme le héros de Outworld. Quelque temps plus tard, Kitana demanda à Shujinko de la rencontrer à la forteresse Shao Kahn, tandis que ses forces d'édenian avaient apparemment éliminé Reiko, les derniers vestiges de l'ancien empire. Décidant de ne plus se laisser berner encore une fois, il a pris la décision de révéler une éventuelle parcelle d'un ennemi inconnu pour se faire véritablement digne de l'admiration qu'Outworld a placée en lui. Il est révélé que la personne qui a envoyé l'invitation a été Mileena, qui ont combattu et vaincu Shujinko à la demande de Shao Kahn. Dans Mortal Kombat: Armageddon mode Konquest, Taven découvre Shujinko dans les cachots de la forteresse de Shao Kahn. Après avoir été libéré par Taven, Shujinko affirme qu'il s'est laissé emprisonner dans plein gré pour se rapprocher de ses ennemis, comme il envisage de prendre sa revanche sur Shao Kahn, Onaga, Shang Tsung et Quan Chi lui-même. Il disparaît peu de temps après sa libération, laissant Taven à l'égard de lui un vieux fou.

## Mortal Kombat: Armageddon

### Daegon
Daegon est le mauvais jeune frère de Taven, et le second fils du dieu protecteur Edenian Argus et de la puissante sorcière Delia. 

### Taven
Taven est l'un des deux personnages inédits du jeu Mortal Kombat: Armageddon avec son frère Daegon. Il est le fils du protecteur du royaume d'Edenia, Argus, et d'une prêtresse qui a créé un être surpuissant de feu.

## Mortal Kombatvs. DC Universe

### Dark Kahn
Dark Kahn est une fusion de Shao Kahn et de Darkseid. C'est lui qui a provoqué la rencontre et l'affrontement entre le monde de Mortal Kombat et celui des Kryptoniens. C'est également lui qui est responsable de la rage des personnages.

## Mortal Kombat (2011)

### Skarlet
Mage de sang et garde du corps impériale, Skarlet était une misérable affamée avant que Shao Kahn ne l’enduise de son sang. Ressuscitée par sa sorcellerie avec une soif insatiable de sang et le pouvoir de la nourrir, ses désirs cramoisis rivalisent avec son désir d’être reconnue par Shao Kahn. Elle est sa création la plus mortelle et la plus dévouée.

## Mortal Kombat X

### Cassie Cage
Cassie Cage est la fille de Johnny Cage et du lieutenant Sonya Blade. Elle marcha sur les traces de sa mère en rejoignant les Forces Spéciales et afin de protéger le Royaume Terre contre des menaces extérieures, elle rejoignit une unité spéciale dirigée par son père, composée de Jacqui Briggs, Kung Jin et Takeda Takahashi. Elle est très proche de son père, celui-ci étant plus présent que sa mère trop occupée par son nouveau poste de général au sein des forces spéciales. C'est en voyant son père souffrir entre les mains de Shinnok qu'elle développera pour la première fois le même pouvoir que Johnny, ce qui lui permettra de vaincre Corrupted Shinnok.

### D'Vorah
Guerrière Kytinn de l'Outre-monde, D'Vorah servit Mileena, devenue souveraine après la mort de Shao Kahn, mais elle aidera Kotal Kahn à prendre sa place, et le soutiendra pendant la guerre civile en tant que premier ministre. Elle prétend le servir mais a en réalité juré allégeance à Quan Chi et au dieu ancien Shinnok. Elle exécutera Mileena sommairement devant Kotal Kahn afin de lui faire croire qu'elle lui est loyale alors qu'elle sert Quan Chi.

### Erron Black
Le meilleur tireur du Texas a quitté sa demeure pour partir à l’aventure dans l’Outremonde avec Kano et le Dragon Noir. L’Outremonde s’est révélé être le terrain de jeu rêvé pour l’ultraviolence d’Erron. Il décida d’en faire sa demeure et de devenir l’étranger le plus mortel de l’Outremonde.

### Ferra/Torr
Ferra et Torr forment un duo symbiotique : Torr fait office de monture à Ferra, un enfant, qui le dirige. On ne sait quasiment rien de leur espèce, sinon qu'une fois que l'enfant a atteint l'âge adulte, il se transforme et devient monture à son tour, tandis que sa monture meurt. Ferra/Torr font partie de la garde rapprochée de Kotal Kahn.

### Jacqui Briggs
L'experte spéciale Jacqueline "Jacqui" Briggs est la fille de Jackson Briggs. Ce dernier quitta les Forces Spéciales après s'être libéré du contrôle de Quan Chi et désapprouva par conséquent le choix de sa fille de rejoindre les Forces Spéciales. Elle finit par rejoindre l'unité spéciale formée par Johnny Cage.

### Kotal Kahn
Guerrier Osh-Tekk, il servit Mileena lorsqu'elle succéda à son ancien empereur Shao Kahn. Mais devant son refus de s'allier avec le Royaume Terre pour lutter contre des menaces extérieures, il l'évince avec l'aide de ses conseillers D'Vorah, Reptile, Ermac et Erron Black. Il régna ensuite sur l'Outre-monde en tant qu'empereur et dieu du soleil, cherchant à tout prix à écraser la guerre civile menée par Mileena.

### Kung Jin
Kung Jin est le cousin de Kung Lao. Après sa mort il devient un voleur. Un jour alors qu'il pénétra dans le temple céleste, demeure de Raiden pour dérober un objet ayant appartenu à son cousin, le dieu du tonnerre le surprend et le force à libérer sa colère en l'attaquant. Il finit par convaincre Kung Jin de marcher sur les traces de son cousin, et de rejoindre les Moines Shaolin. Ces derniers l'envoyèrent ensuite rejoindre l'unité spéciale de Johnny Cage pour défendre le Royaume Terre.

### Takeda Takahashi
Fils de Kenshi, sa mère est assassinée par le clan du Dragon Rouge alors qu'il n'avait que huit ans. Il est confié par son père à Hanzo Hasashi, anciennement Scorpion, pour qu'il devienne un Shirai Ryu. Après l'épreuve finale où il vainquit Hanzo en duel, son père refait surface et lui apprendra à devenir télépathe, comme lui. Plus tard, les Shirai Ryu l'envoyèrent rejoindre l'unité spéciale de Johnny Cage pour qu'il puisse défendre le Royaume Terre.

### Triborg
Triborg est un personnage téléchargeable présenté dans le cadre Kombat Pack II du jeu vidéo Mortal Kombat X. Il est une combinaison de Smoke, Cyrax, Sektor et de la version cybernétique de Sub-Zero issue du jeu de 2011. Des membres des forces spéciales ont trouvé des données de stockage cachées pour la Cyber Initiative des Lin Kuei. Dans une installation S-F, les scientifiques ont ensuite téléchargé les données dans un organisme de test. Cela a provoqué une confusion entre les esprits de Cyrax, Sektor et Smoke, donnant vie au corps. Après avoir tué tout le monde dans le centre, Triborg cherche maintenant à détruire toute vie organique.

## Mortal Kombat 11

### Cetrion
Déesse ancienne de la vertu, Gardienne de la vie. Lorsque Shinnok menaça de supplanter les Dieux anciens, Cetrion l’envoya dans le Royaune Nether. Ses bénédictions répondent aux prières des guerriers qui combattent les ténèbres. Mais parfois, la vertu héroïque qu’elle fait respecter est en conflit avec sa quête de l’équilibre universel.

### Geras
Geras est un être artificiel conçu par Kronika qui remplit fidèlement son objectif, à savoir redémarrer le temps et réécrire l’histoire. Comme l’a voulu Kronika, Geras a une existence telle un point fixe dans le temps. Dès que Geras meurt, il renaît et devient à chaque fois plus résistant à ce qui l’a tué.

### Kollector
Collecteur des tributs de l’empire de l’Outremonde. Né dans la pauvreté, le Kollector entra dans ses fonctions de collecteur du royaume avec un zèle qui impressionna Shao Kahn. Il volait les richesses du peuple de l’Outremonde, puisait dans ses richesses et s’accordait du statut en retour. Il tuerait n’importe qui pour conserver ce qu’il a gagné.

### Kronika
Il s'agit d'une mystérieuse déesse du temps, qualifiée de Titan, qui a supervisé et contrôlé tous les événements de la chronologie. Avec la défaite de Shinnok par Raiden, elle se prépare à réinitialiser la chronologie et à placer un juste équilibre dans l'univers. Elle est le premier boss féminin de la série et le principal antagoniste de Mortal Kombat 11. Elle est la mère de Shinnok et de Cétrion.

## Personnages mineurs

### Classic Sub-Zero
Classic Sub-Zero est un personnage jouable dans Ultimate Mortal Kombat 3. Contrairement au Sub Zero démasqué, Classic Sub-Zero est le véritable, l'aîné.

### Argus
Argus est l'un des plus puissants dieux d'Edenia, c'est aussi le père de Rain, Taven et Daegon.

### Orin et Caro
Orin et Caro sont les deux dragons désignés pour aider Taven et Daegon dans leur quête. Orin est assigné à Taven et Caro à Daegon.
Selon le mode Konquest du jeu, Caro a d'une façon ou d'une autre perdu le contact télépathique avec Blaze peu de temps après que les deux frères ont été ensevelis. Prenant ce signe pour le signal d'alerte de l'arrivée de l'Armageddon et du début de leur quête, Caro réveilla donc Daegon prématurément. Daegon, mis en colère par la tromperie de ses parents, les a apparemment tués, et asservi Caro, utilisant son nom et sa ressemblance comme base pour le clan du Dragon Rouge. Daegon utilisa la capacité de Caro de créer des portails, pour transporter ses troupes n'importe où dans les royaumes et son ADN pour créer une race de Dragon hybride. Caro a été libéré de sa servitude par Taven et malgré son état affaibli, a pris sa vengeance sur Daegon en détruisant son clan. Sa fin reste inconnue.

## Personnages historiques deMortal Kombat

### Le grand Kung Lao
C'est l'ancêtre du Kung Lao actuel et de Liu Kang. Il représenta l'Ordre de la Lumière lorsqu'il battit Shang Tsung et sauva le royaume de la Terre 500 ans avant la victoire de Liu Kang. Le grand Kung Lao fut quelque temps après vaincu par Goro après que Shang Tsung eut corrompu le tournoi.

### Le roi Kuatan
Souverain du royaume de Shokan, c'est le père de Goro et de Sheeva. Avec son acolyte Shao Kahn, il projetta d'assassiner le roi dragon Onaga, alors souverain d'Outremonde. Une fois ce dernier supprimé, Shao Kahn élimina Kuatan dans le but d'être l'unique maître d'Outremonde. Il cacha aux Shokans les circonstances exactes de la mort de Kuatan, afin d'en faire plus facilement ses alliés.

### Liu Kang Dieu du Feu
Lors de la guerre contre Kronika, Raiden parvint à vaincre le revenant de Liu Kang, ce dernier s'étant emparé de l'âme du vrai Liu Kang. Afin de sauver son allié, Raiden décida de fusionner son âme à celle de Liu Kang, transformant ce dernier en un dieu possédant des pouvoirs capables de mêler le feu et l'électricité.
Après la défaite de Kronika et de Shang Tsung, Liu Kang crée un Nouvel Âge où les royaumes connaissent la paix tout en laissant les mortels suivre leurs propres choix, et fait en sorte que toutes les personnes ayant menacés les royaumes (comme Shao Kahn ou Shang Tsung) vivent une vie les éloignant de toute possibilité d'accéder au pouvoir. C'est dans ce nouveau continuum que se déroule les évènements de Mortal Kombat 1.

## Personnages de cinéma

### Alien
Parfaite machine à tuer de sa naissance à sa mort et incroyablement agressif, l'Alien attaque toute forme vivante qui n'est pas de son espèce. Ou alors, quand une Reine est à proximité, les Aliens lui amènent le plus d'humains ou autres espèces vivantes possible pour servir d'hôtes.

### Freddy Krueger
Tueur en série brûlé vif par les parents de ses jeunes victimes, Freddy revient d'entre les morts sous forme démoniaque afin de poursuivre et assassiner des adolescents dans leurs rêves. Défiguré et muni de griffes fixées sur un gant de cuir, le personnage ne fera aucune preuve de pitié face à ses adversaires.

### Jason Voorhees
Présumé mort noyé en 1957 à 11 ans, aperçu toujours en vie en 1979. À partir de ce moment débute une série de meurtres signés Jason Voorhees. Il sera déclaré mort en 1984. Mais en 1986, Jason revient à la vie, devenu un mort-vivant. À partir de là, le camp maudit de Crystal Lake ne connaîtra plus jamais de repos.

### Leatherface
Vivant dans une famille de cannibales dérangés, souvent abusifs et violents à son égard, Leatherface fait la plupart du temps ce que sa famille lui ordonne. Il utilise souvent une tronçonneuse et une masse pour abattre ses victimes.

### Predator
Extraterrestres dotés d’un armement guerrier de pointe qui dépasse l’entendement des protagonistes des films, ceux-ci n’ont que leur musculature et leur ruse à leur opposer pour assurer leur héroïque survie.

### Terminator
Le T-800 est un robot (officiellement un Cyberdyne Systems Series T-800 / T-850 Model 101) créé en série par l’intelligence artificielle militaire Skynet (l'ordinateur central de l'ancien réseau de défense des États-Unis, qui crée et contrôle ensuite ces machines), et utilisé en 2029 dans un monde futuriste post-apocalyptique pour éliminer les humains.

### John Rambo
John Rambo est ancien béret vert américain, spécialisé en armes légères, en guerre d'embuscade, en explosifs, au couteau ou à main nue et en langues orientales, pilote d'hélicoptère et ayant reçu une formation paramédicale. Il est le dernier survivant d'un commando d'élite formé durant la guerre du Viêt Nam et dirigé par le colonel Samuel Trautman. Après la guerre du Viêt Nam où il a, entre autres, été capturé et torturé par l'ennemi, John Rambo est de retour aux États-Unis. Il se heurte à l'hostilité de l'Amérique envers les anciens soldats et n'arrive pas à se réinsérer socialement.

### RoboCop
Dans le film original RoboCop de 1987, le personnage est un cyborg construit à partir du corps d'Alex Murphy, un policier de Détroit ayant reçu de graves blessures par armes à feu causées par des criminels. Son appellation officielle est alors OCP Crime Prevention Unit 001.

## Personnages des comics

### Hydro
Hydro est le meilleur ami et camarade du clan Lin Kuei de Sub-Zero. Il a le pouvoir de contrôler l'eau et d'en changer sa température. Il est un peu plus jeune que Sub-Zero mais c'est un combattant respectable au sein de clan. Hydro se fait tuer par Scorpion lors d'un combat dans l'Outworld, ce dernier ayant juré de tuer les amis et la famille de Sub-Zero avant d'en finir avec lui,,.

### Joker
De toutes les histoires contées sur les origines du Joker, il y en a une qui revient plus régulièrement : l'histoire de cet acteur comique raté qui est employé par une bande pour perpétrer un larcin dans une usine chimique. Ses premiers crimes seront pour Batman de véritables défis presque insurmontables. La technique est toujours la même : Le Joker apparaît dans les médias et annonce qu'il tuera une personne précise à une heure précise.

### Spawn
Agent d'une unité spéciale de la CIA, Al Simmons est trahi par son supérieur qui le fait périr dans l'explosion d'une usine d'armes biochimiques. Simmons se retrouve aux Enfers, devant Malebolgia, seigneur des ténèbres, et signe un pacte lui permettant de revoir sa femme à condition de devenir l'un de ses guerriers. Spawn, séquestré bien trop longtemps, ressort des Enfers, meurtri et avec une apparence démoniaque...

## Personnages de jeux vidéo

### Kratos
Brillant général dans l'armée spartiate mais aussi brute sanguinaire, Kratos est assoiffé de victoires. Il est impitoyable et obnubilé par la gloire de sa patrie tout autant que par la sienne.